# 週末大キライ
「週末大キライ」（しゅうまつだいきらい）は、2008年8月20日発売の日本のバンド・PINC INCの3枚目のシングル。発売元はGIZA studio。

## 概要
表題曲の「週末大キライ」は、日本テレビで当時、土曜日に放送されていたトーク番組（後述）のエンディングテーマ。カップリングの「デンジャラス・ラブ」は後述のタイアップのテレビバージョンとして収録。
後に、コンピレーションアルバム『GIZA studio 10th Anniversary Masterpiece BLEND 〜FUN Side〜』『GIZA studio presents -Girls-』に表題曲が収録された。

## 収録曲
1. 週末大キライ
  - 作詞：碧井椿　作曲：水野幹子　編曲：岡本仁志
  - 日本テレビ情報番組『しゃべくり007』8月度テーマソング
  - チバテレビ『MU-GEN』8月度エンディングテーマ
2. OPEN MY HEART OPEN YOUR HEART
  - 作詞：碧井椿　作曲：川本宗孝　編曲：森下志音
3. デンジャラス・ラブ (TV MIX)
  - NHK BS hiドラマ『ワイルドライフ〜国境なき獣医師団R.E.D.〜』テーマソング
4. 週末大キライ [INSTRUMENTAL]

## レコーディング参加
- 岡本仁志（GARNET CROW） - ギター
- 大田紳一郎（doa） - コーラス
- 森下志音（Naifu） - ギター